# 上岩出村
上岩出村（かみいわでむら）は、和歌山県那賀郡にあった村。現在の岩出市の南東部、市中心部の北方一帯にあたる。

## 地理
- 河川：春日川

## 歴史
- 1889年（明治22年）4月1日 - 町村制の施行により、水栖村・中迫村・野上野村・山田村・荊本村・東阪本村・南大池村・新田広芝村・北大池村・西国分村の区域をもって発足。
- 1956年（昭和31年）9月30日 - 岩出町・山崎村・根来村および小倉村の一部（大字山崎および上三毛の一部）が合併し、改めて岩出町が発足。同日上岩出村廃止。